# Albert Berg-Winters

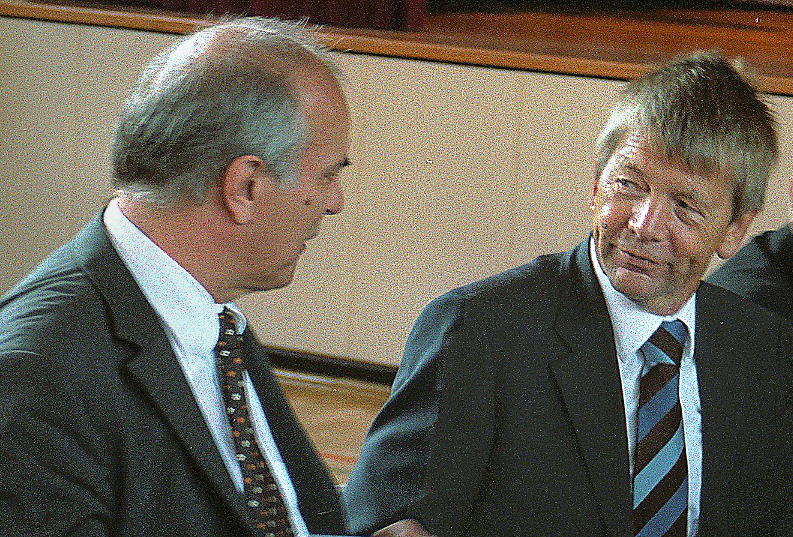
Albert Berg-Winters (rechts) im Gespräch mit Uli Klöckner, Stadtbürgermeister von Mülheim-Kärlich (2004)

Albert Berg-Winters (* 21. November 1943 in Hemer/Westfalen) ist ein deutscher Politiker (CDU).
Er besuchte das Gymnasium Saarburg und legte dort 1963 seine Reifeprüfung ab.
1963 bis 1964 absolvierte er ein Studium der Rechtswissenschaften, Musik und Philosophie in Saarbrücken und von 1965 bis 1968 ein Jurastudium in Kiel und Mainz und legte 1968 das erste juristische Staatsexamen ab.
Er ist seit 1960 Mitglied der CDU Rheinland-Pfalz und war von 1992 bis 2008 Landrat des Landkreises Mayen-Koblenz.
2007 wurde er zum Ehrensenator der Philosophisch-Theologischen Hochschule Vallendar ernannt.